# 内斯托尔·比德里奥
内斯托尔·比德里奥（西班牙語：Néstor Vidrio，1989年3月22日—），墨西哥男子足球运动员，司职中场。他曾代表墨西哥国奥队参加2012年夏季奥林匹克运动会足球比赛，获得一枚金牌。